# Arhimedov vijak
Arhimedov vijak je pumpa ili crpka za vodu u obliku cijevi svinute poput zavoja vijka. Pri okretanju se voda u toj cijevi diže od njezina donjega kraja prema gornjemu i curi kroz otvor najgornjeg zavoja. Arhimedov vijak se često tijekom povijesti upotrebljavala za premještanje vode u kanale za natapanje. To je jedan od izuma koji se pripisuje grčkom misliocu Arhimedu iz 3. st. pr. Kr., iako postoji i druga teorija po kojoj su za ovaj izum zaslužni stanovnici Babilona prije Arhimeda, a postoji i pretpostavka da su se čuveni vrtovi Babilona natapali uz pomoć ovog tipa sisaljke. Osim toga, Arhimedov vijak je jedna od prvih poznatih sisaljki koje se spominju.

## Način rada i upotreba
Stroj je jednostavne konstrukcije, sastoji se od vijka smještenog unutar cijevi. Vijak se okreće pokretan vjetrenjačom ili snagom čovjeka ili stoke. Okretanjem vijka, tekućina se giba po obodu vijka prema gore, sve dok ne dođe do vrha, gdje se izlijeva iz cijevi prema krajnjem odredištu. Poželjno je da između vijka i cijevi bude što manja zračnost, kako bi se smanjila propuštanja iz višeg u niži nivo. Gubici će također biti manji ako je veća brzina okretanja vijka.
Izvedba Arhimedovog vijka može biti na dva načina, kod prve izvedbe se vijak okreće unutar cijevi koja je statična, a kod druge se vijak i cilindar okreću zajedno, te ne postoji relativno gibanje između vijka i cijevi. Povijesni izvori govore o upotrebi drugog sustava u starom vijeku u Grčkoj i Rimu, a postoje i naznake da se upotrebljavao u Babilonu za vrijeme Nabukodonosora drugog. Tu se upotrebljavao ljudski rad pri okretanju kućišta u kojem je bio kruto spojeni vijak.
Danas se Arhimedov vijak upotrebljava za navodnjavanje, ali i za isušivanje, kako to prikazuje slika desno. Česta je upotreba i u kanalizacijskim sustavima jer je vijak skoro neosjetljiv na krute nečistoće i mijenjanje količina koje prebacuje. Također, Arhimedov vijak je česta pojava u pokretnim trakama, u ribogojilištima, transportu žitarica,...

## Dimenzije Arhimedovog vijka
d = unutarnji promjer cijevi
D = vanjski promjer vijka
β = kut nagiba uređaja
H0 = najveća moguća visina dizanja
H1 = najmanja visina dobave
H2 = najveća visina dobave
H3 = srednja visina dobave
J = broj neovisnih navoja
L = duljina navoja
S = uspon vijka